# Gorgasm
A Gorgasm amerikai brutális death metal együttes. Lemezeiket a "New Standard Elite" kiadó jelenteti meg. 1994-ben alakultak meg Chicagóban. Karrierjük alatt négy stúdióalbumot, egy középlemezt és három demót dobtak piacra. Szövegeik témái: szex, gyilkosság, vérontás, perverzió, kínzás. 2008-ban feloszlottak, de 2010 óta megint együtt vannak. Egyes tagok a Cumchrist nevű zenekarban is szerepelnek. A francia Gorod grindcore együttes is »Gorgasm« néven kezdte pályafutását, de kénytelenek voltak megváltoztatni, mert az amerikai együttes perrel fenyegette őket.

## Tagok
- Damien Leski – gitár (1994–)
- Anthony Voight – basszusgitár, ének (2010–)
- Matt Kilner – dobok (2018–)
- Saska Chrosciewicz – gitár (2018–)

## Diszkográfia
- Bleeding Profusely (2002)
- Masticate to Dominate (2003)
- Orgy of Murder (2011)
- Destined to Violate (2014)